# Shirley Bassey at the Pigalle
Shirley Bassey at the Pigalle è il primo album live di Shirley Bassey, registrato nella serata inaugurale di un contratto di otto settimane al Pigalle, una discoteca nel West End di Londra. Questa esibizione, registrata il 12 settembre 1965, ottenne ottime recensioni. L'album fu rilasciato lo stesso anno. Fu l'ultimo album di Bassey per l'etichetta Columbia della EMI.
L'album arrivò al n°15 nella classifica degli album del Regno Unito, rendendo questo il suo quinto album a classificarsi nella top 15.
L'album fu pubblicato come In Person negli Stati Uniti. Si ritenne che "The Pigalle" sarebbe troppo oscuro per gli americani. C'è anche una sua foto alternativa da questa esibizione in copertina.
L'album fu pubblicato sia in mono che in stereo. La versione stereo di questo album fu rilasciata due volte su CD. In primo luogo dall'etichetta EMI Music For Pleasure nel 1992 come Shirley Bassey Live!, un set di 2 CD che includeva anche Live at Carnegie Hall. Nel 2008 fu rilasciata una nuova versione, insieme a Live at Talk of the Town, pubblicata su un set di 2 CD dalla BGO Records .

## Tracce
Lato A
1. "A Lovely Way to Spend an Evening" (Jimmy McHugh, Harold Adamson)  (solo orchestra)
2. "On a Wonderful Day Like Today" (Leslie Bricusse, Anthony Newley)
3. "I Get a Kick Out of You" (Cole Porter)
4. "Who Can I Turn To?" (Leslie Bricusse, Anthony Newley)
5. "You'd Better Love Me" (Hugh Martin, Timothy Gray)
6. "The Other Woman" (Jessie Mae Robinson, Small)
7. "He Loves Me" (Jerry Bock, Sheldon Harnick)
8. "With These Hands" (Benny Davis, Abner Silver)
9. "A Lot of Living to Do" (Charles Strouse, Lee Adams)
10. "I (Who Have Nothing)" (Mogol, Donida, Jerry Leiber, Mike Stoller)

Lato B
1. "La Bamba" (Traditional; arranged by Alyn Ainsworth)
2. "You Can Have Him" (Irving Berlin)
3. "The Second Time Around" (Sammy Cahn, Jimmy Van Heusen)
4. "The Lady Is a Tramp" (Richard Rodgers, Lorenz Hart)
5. "Somewhere" (Leonard Bernstein, Stephen Sondheim)
6. "On a Wonderful Day Like Today" (Leslie Bricusse, Anthony Newley)
7. "A Lovely Way to Spend an Evening" (Jimmy McHugh, Harold Adamson) (solo orchestra)

## Staff
- Shirley Bassey - voce
- Alyn Ainsworth e la sua orchestra - orchestra